# 弗朗茨·沙赫纳
弗朗茨·沙赫纳（德語：Franz Schachner，1950年7月20日—），奥地利男子雪橇运动员。他曾代表奥地利参加1972年和1976年冬季奥林匹克运动会雪橇比赛，其中1976年冬季奥运会获得一枚铜牌。